# Villy, Ardennes

Villy este o comună în departamentul Ardennes din nordul Franței. În 1 ianuarie 2022 avea o populație de 195 de locuitori.